# Целевич, Владимир Михайлович
Владимир Михайлович Целевич (укр. Володимир Михайлович Целевич; пол. Wołodymyr Cełewycz; 21 апреля 1891, с. Русатичи, Бубрецкого уезда, Королевства Галиции и Лодомерии в составе Австро-Венгрии — 2 апреля 1942, Саратов, СССР) — украинский политический и общественно-культурный деятель, редактор, адвокат, журналист, публицист, доктор юридических наук, посол (депутат) Сейма Польской Республики, генеральный секретарь Украинского Национально-Демократического Объединения (УНДО).

## Биография
Родился в семье учителя, украинец. Изучал право во Львовском университете, после окончания которого работал судьёй, занимался журналистикой, в 1919—1922 гг. был секретарём Комитета граждан Львова.
Читал лекции во Львовском и Каменец-Подольском университетах. У 1923—1924 гг. стажировался в США.
Занимался политикой с 1920-х годов. В 1920—1924 гг. являлся членом Украинской войсковой организации (УВО), состоял в «Верховном Совете» организации, в котором возглавлял политический реферат. В 1925 году вышел из УВО.
С 1925 года — член ЦК Украинского Национально-Демократического Объединения (УНДО). В 1925—1928 и 1932—1937 годах — генеральный секретарь Украинского Национально-Демократического Объединения (УНДО). Главный редактор официального органа УНДО газеты «Діло», «Национальная политика» и еженедельника «Свобода» в 1932—1935 годах.
С 1935 был постоянным депутатом польского сейма. В 1928—1930 и 1935—1939 гг. трижды избирался послом (депутатом) Сейма Польской Республики. Был вице-президентом Украинского парламентского клуба.
В сентябре 1930 года проходил по Брестскому процессу, содержался в крепости. Освобождён без суда.
После присоединения Западной Украины к СССР арестован 29.09.1939 г. во Львове по обвинению в том, что «…выступал против СССР, распространял ложь и клевету о Советском Союзе, этим пытался разжечь ненависть трудящихся Польши против Советской власти». Заключён в тюрьму на Лубянке.
Умер в тюремной больнице г. Саратова.
26 мая 1942 дело производством прекращено за смертью обвиняемого. Заключением Генеральной прокуратуры Российской Федерации Целевич В. М. посмертно реабилитирован.
Автор трудов культурно-просветительного и политико-правового характера «Віднова життя і відбудова майна просвітніх товариств» (1918), «Про нові польські шкільні закони» (1925), «Виборчий регулямін до сільських громадських рад у Галичині: практичний порадник», многочисленных статей, ряда политических публикаций и статей в «Діло» и «Свободе»; в том числе «Народ, нация, государство» (1934).